# Philautus tuberohumerus
Philautus tuberohumerus är en groddjursart som beskrevs av Mitsuru Kuramoto och Hareesh S. Joshy 2003. Philautus tuberohumerus ingår i släktet Philautus och familjen trädgrodor. Inga underarter finns listade i Catalogue of Life.